# NBBJ
NBBJ es un estudio de arquitectura, urbanismo y diseño estadounidense con oficinas en Pekín, Boston, Columbus, Hong Kong, Londres, Los Ángeles, Nueva York, Portland, Pune, San Francisco, Seattle y Shanghái. NBBJ proporciona servicios de arquitectura, diseño de interiores, urbanismo, branding, consultoría, paisajismo e iluminación. El estudio tiene presencia en diversos mercados y tipos de edificios, incluidos los públicos, corporativos, comerciales, sanitarios, educativos, científicos y deportivos. Es el único estudio de arquitectura que ha sido nombrado Global Growth Company por el Foro Económico Mundial, y es miembro de la New Cities Foundation.
El estudio aceptó el desafío Arquitectura 2030, una iniciativa global que pretende que todos los nuevos edificios y renovaciones importantes reduzcan su consumo de combustibles fósiles en un 50 % en 2010, aumentando gradualmente la reducción en los edificios nuevos hasta alcanzar la neutralidad de carbono en 2030. Además, ha sido reconocido por la revista Engineering News-Record como uno de los estudios de arquitectura más ecológicos de los Estados Unidos.

## Historia
NBBJ fue fundado en 1943 por los arquitectos de Seattle Floyd Naramore, William J. Bain, Clifton Brady y Perry Johanson, e inicialmente se llamó Naramore, Bain, Brady & Johanson. Estos arquitectos formaron el estudio durante la Segunda Guerra Mundial para aceptar encargos federales a gran escala en la zona, como la ampliación del astillero naval de Bremerton, pero permanecieron juntos tras el final de la guerra. El estudio siguió centrado en proyectos en el Noroeste del Pacífico, llegando a ser el mayor estudio de arquitectura de la región, antes de aceptar proyectos en otras zonas de los Estados Unidos. En 1976, se fusionó con el estudio Godwin, Nitschke, Bohm de Columbus (Ohio) para formar el actual NBBJ.

## Selección de proyectos

### Corporativos/comerciales

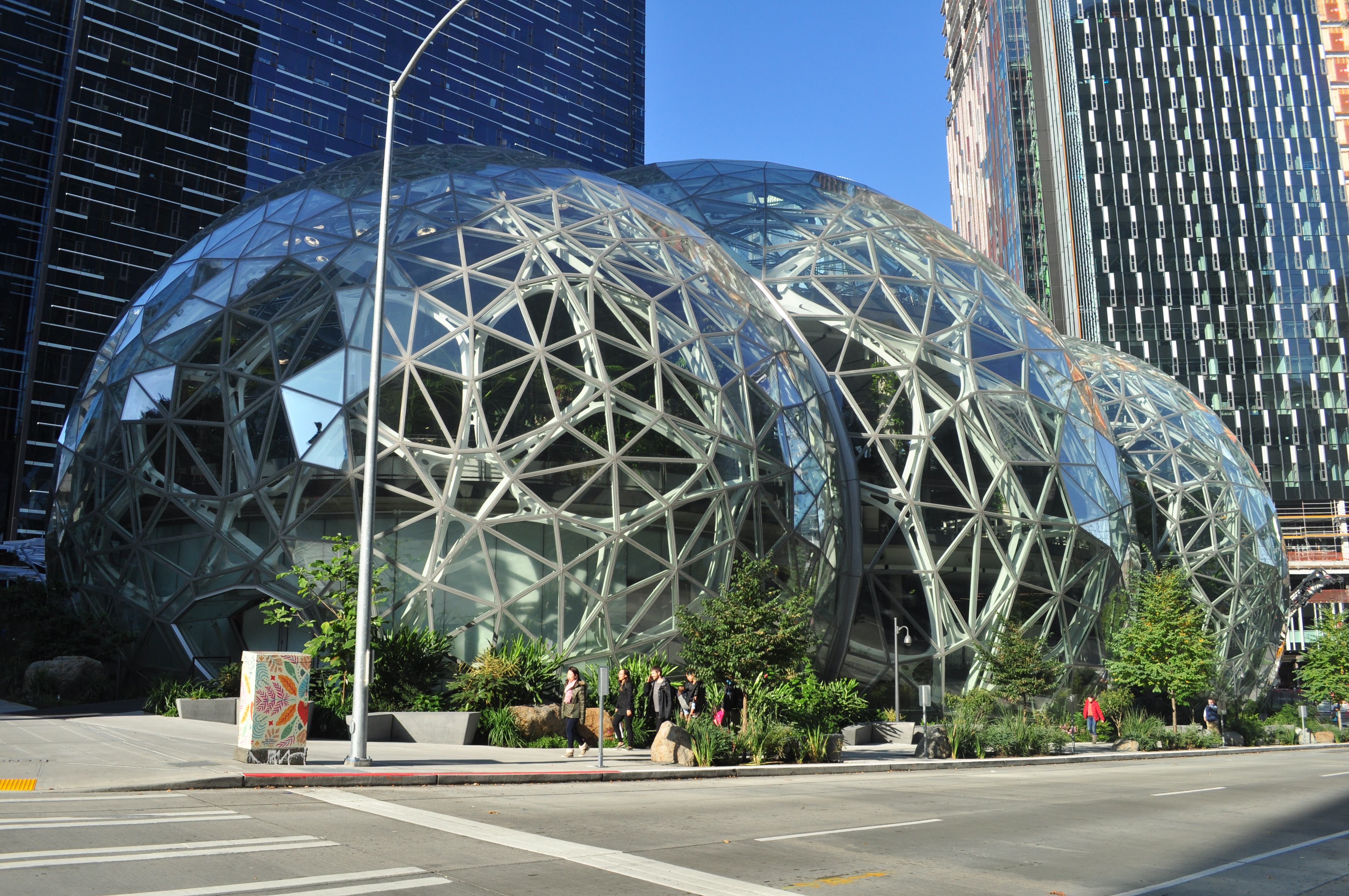
Esferas de Amazon, Seattle, Washington.

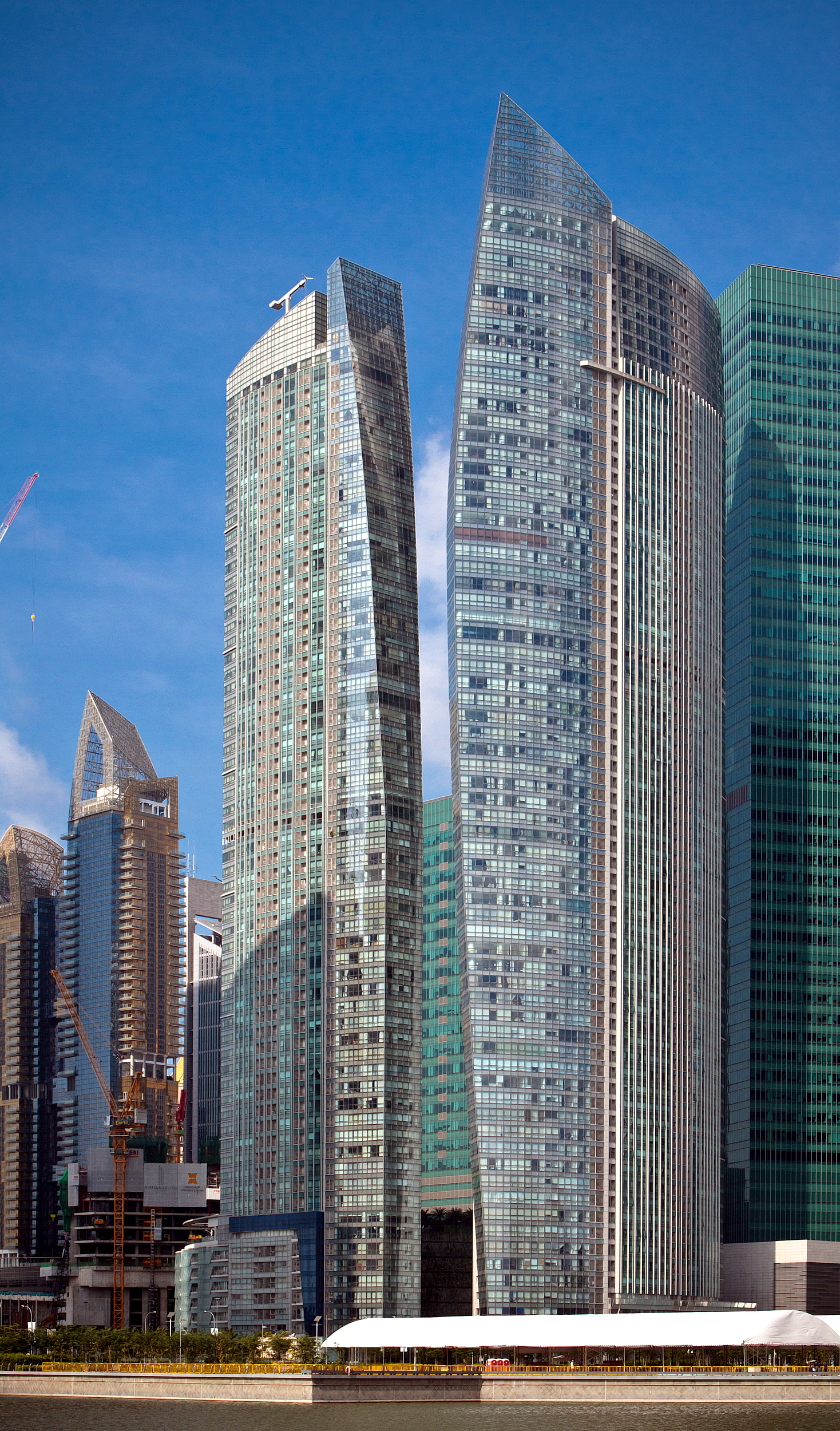
The Sail @ Marina Bay, Singapur.

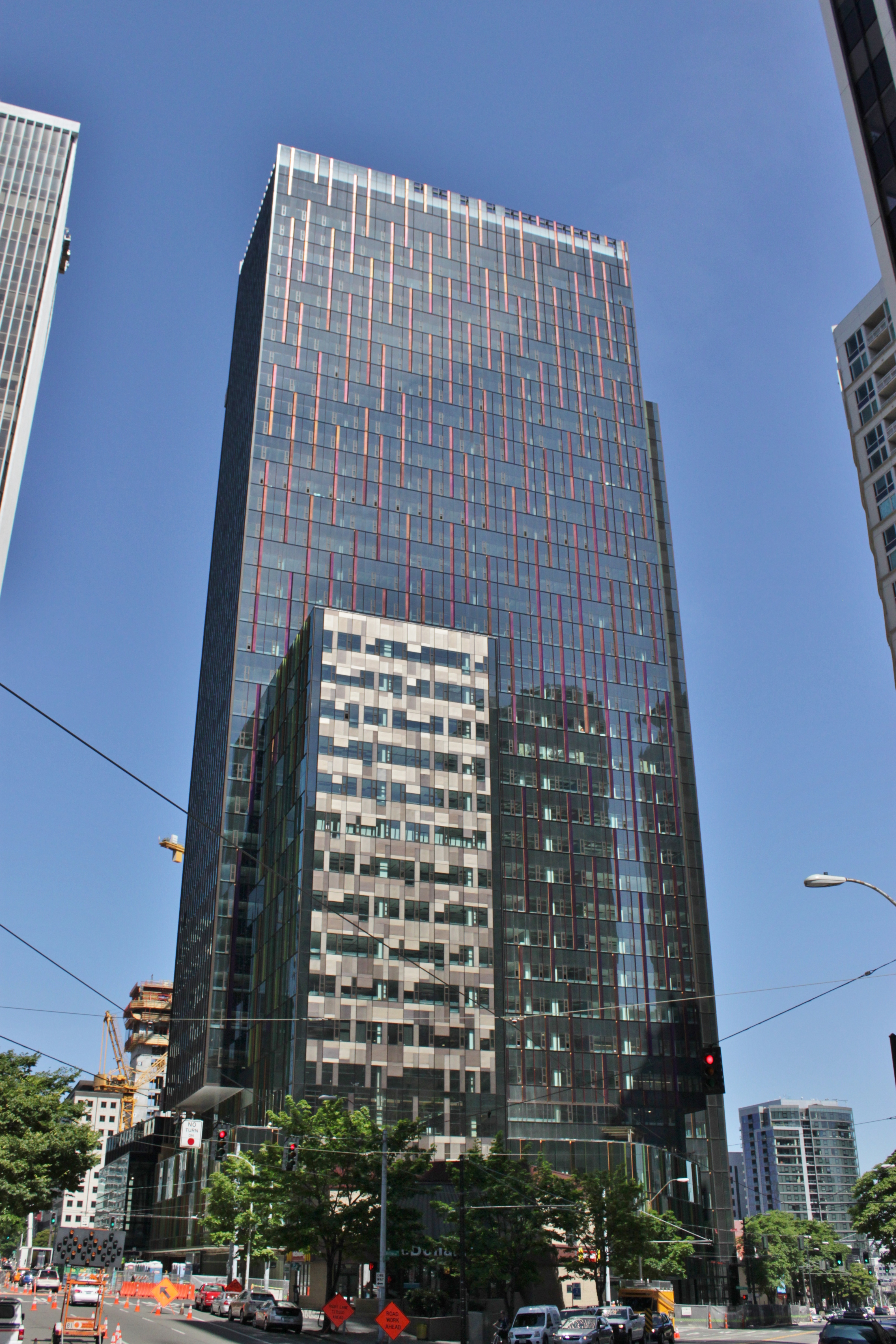
Doppler, Seattle, Washington.

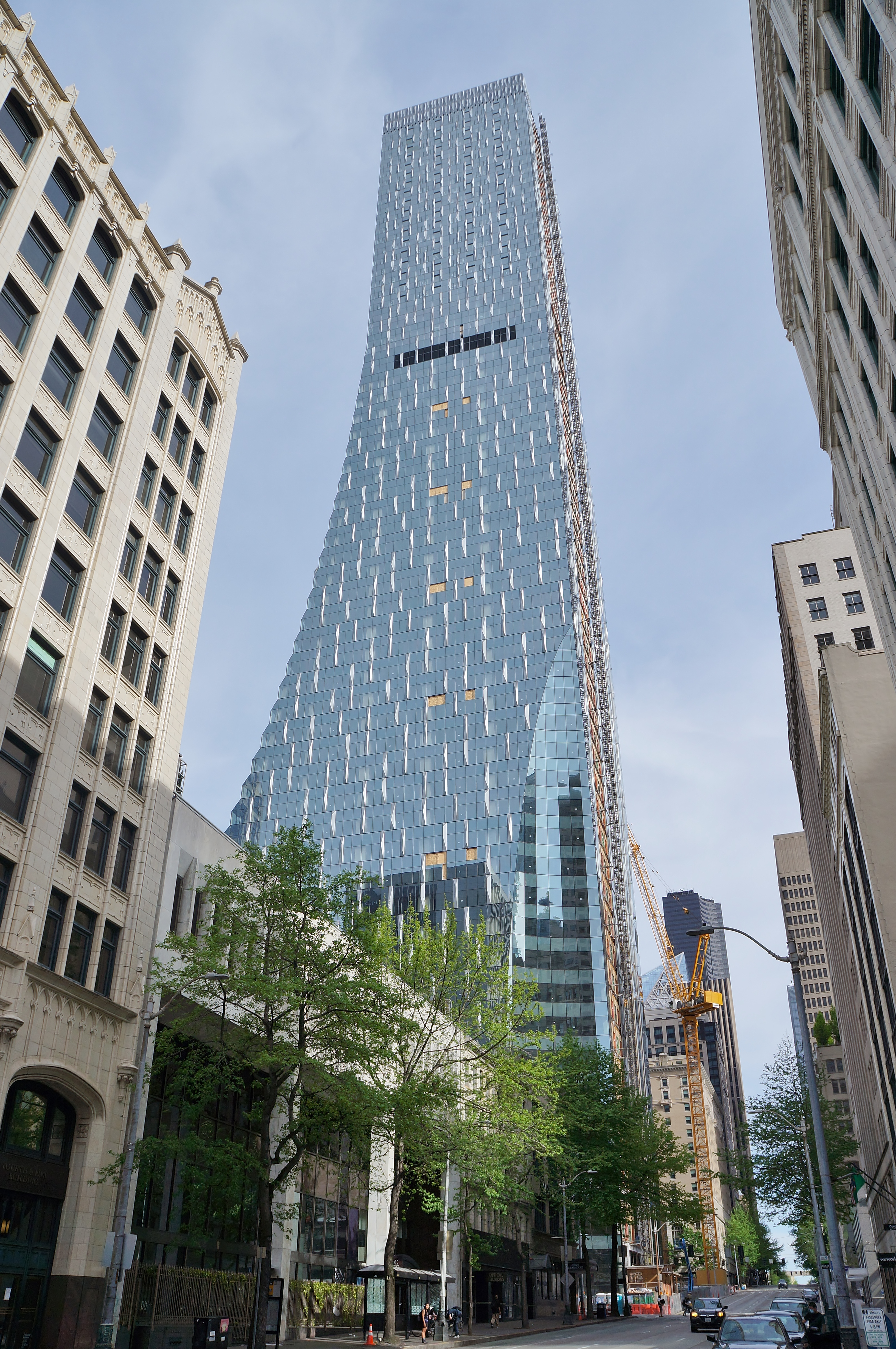
Rainier Square Tower, Seattle, Washington.

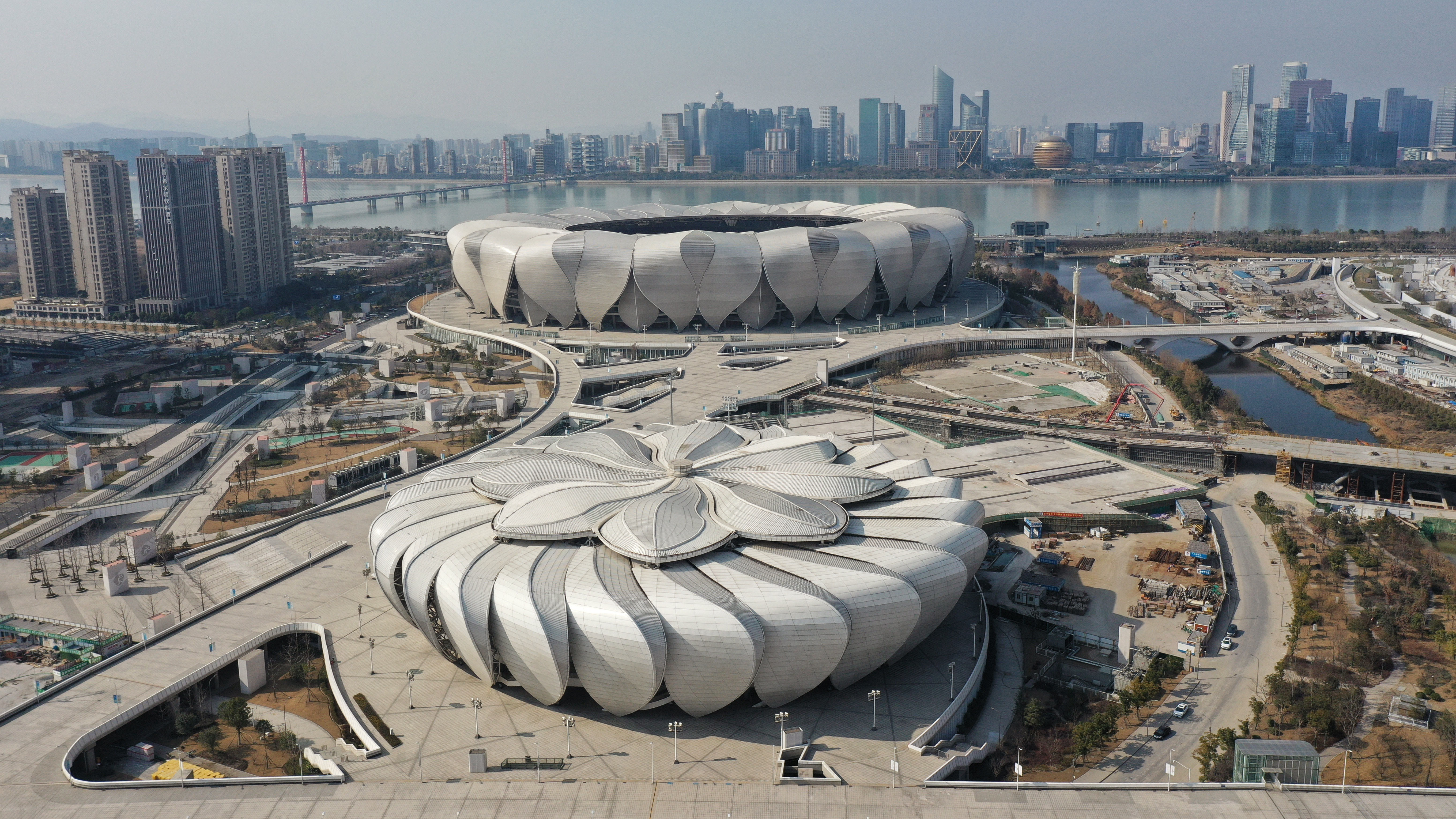
Hangzhou Sports Park, Hangzhou, China.

- Sede mundial de Reebok, Canton, Massachusetts (2002).[8]
- Sede mundial de Telenor, Fornebo, Oslo, Noruega (2002).[9]
- Sede de aviones comerciales de Boeing, Renton, Washington (2004).[10]
- The Sail @ Marina Bay, Singapur (2008).[11]
- Sede de la Fundación Bill y Melinda Gates, Seattle, Washington (2011).[12]
- Sede de Russell Investments, Seattle, Washington (2011).[12]
- Ciudad de Capitales, Moscú, Russia.
- Doppler, Seattle, Washington (2015).
- Day 1, Seattle, Washington (2016).
- Esferas de Amazon, Seattle, Washington (2018).
- Sede de Alipay, China.[13]
- Sede de Samsung, San José, California.[14][15]
- Sede de Tencent, China.[16][17]
- Sede de Alibaba, China.[13][18]
- Rainier Tower, Seattle, Washington.
- Rainier Square Tower, Seattle, Washington.[19][20][21]
- Google Bay View Campus (2015).[22]
- Proyecto de Amazon en el Denny Triangle, Seattle, Washington (2016).[23]
- Oficinas de Alaska Airlines, SeaTac, Washington (2020).

### Sanitarios
- Banner Health Banner Estrella Medical Center, Phoenix, Arizona (2004).[24]
- Miller Pavilion del Cleveland Clinic Heart Center, Cleveland, Ohio (2008).[25]
- Southcentral Foundation Primary Care Clinic, Anchorage, Alaska (2010).[26]
- Miami Valley Hospital Heart and Orthopedic Center, Dayton, Ohio (2010).[27]
- Lunder Building del Hospital General de Massachusetts, Boston, Massachusetts (2011).[28]
- Bellevue Clinic and Surgery Center del Seattle Children's Hospital, Bellevue, Washington (2011).[29]
- Dubai Mall Medical Centre, Dubái, Emiratos Árabes Unidos (2011).[30]
- Southeast Louisiana Veterans Health Care System Replacement Medical Center and Research Lab, Nueva Orleans, Luisiana (2016).[31]
- Brigham and Women's Hospital, Boston, Massachusetts.[32][33]
- New York University Medical Center, Nueva York, Nueva York.[34]
- UCLA Medical Center, Los Ángeles, California.[35]
- Jiahui Hospital, Shanghái, China.[36]
- Royal Liverpool Hospital, Liverpool, Reino Unido.[37]
- University Medical Center New Orleans, Nueva Orleans, Luisiana.[38][39][40]
- Veterans Affairs Hospital, Nueva Orleans, Luisiana.[41]
- New York University Langone Medical Center, New Kimmel Pavilion, Nueva York, Nueva York (2016).[42]

### Educación superior
- Facultad de Educación y Servicios Humanos de la Cleveland State University, Cleveland, Ohio (2010).[43]
- Li Ka Shing Center for Learning and Knowledge de la Universidad Stanford, Palo Alto, California (2011).[44]
- Edificio de Ciencias de Materiales y Metalurgia de la Universidad de Cambridge, Cambridge, Reino Unido (2012).[45]
- Edificio de Ciencias de la Vida de la Universidad de Southampton, Southampton, Reino Unido (2012).[46]
- Royce Institute, Universidad de Mánchester, Reino Unido.[47]
- L. S. Skaggs Pharmacy Research Institute de la Universidad de Utah, Salt Lake City, Utah (2013).[48]

### Ciencia
- Atkinson Hall, California Institute for Telecommunications and Information Technology, UCSD, San Diego, California (2005).
- Wellcome Trust Sanger Institute, Cambridgeshire, Reino Unido (2005).
- Instituto Europeo de Bioinformática, Cambridgeshire, Reino Unido (2007).[49]
- Seattle Children's Research Institute, Seattle, Washington (2009).[50]
- Nationwide Children's Hospital Research Institute, Columbus, Ohio (2012).[51]

### Públicos
- Federal Reserve Bank Building, Seattle, Washington (1951).
- Seattle Justice Center, Seattle, Washington (2002).
- Tribunal de los Estados Unidos, Seattle, Washington (2003).
- Tribunal de los Estados Unidos, Bakersfield, California (2012).[52]
- Tribunal de los Estados Unidos, Billings, Montana (2012).[53]
- Subestación eléctrica Denny, Seattle, Washington.[54]
- Sucursales de la Biblioteca Metropolitana de Columbus (Driving Park,[55] Dublin[56] y Northside).[57]

### Deportivos/exposiciones
- Kingdome, Seattle, Washington (1976).
- KeyArena, Seattle, Washington (1995).
- T-Mobile Park, Seattle, Washington (1999).[58]
- Staples Center, Los Ángeles, California (1999).
- Paul Brown Stadium, Cincinnati, Ohio (2002).[59]
- Lincoln Financial Field, Filadelfia, Pensilvania (2003).
- AsiaWorld-Expo, Lantau, Hong Kong (2005).
- Renovación del Pauley Pavilion de la UCLA, Los Ángeles, California (2012).[60]
- Hangzhou Sports Park, Hangzhou, China (2017).[61]
- Rupp Arena, Lexington, Kentucky (2017).[62]

### Urbanismo
- Renovación del Bund, Shanghái, China (2011).[63]
- Dallas Arts District.[64][65][66]
- Pittsburgh Waterfront Master Plan.[67][68]
- Spring District, Bellevue, Washington (2020).

## Diseñadores
Entre los diseñadores de NBBJ se encuentran Steve McConnell (nombrado socio gerente en 2014), Jonathan Ward (socio), Alex Krieger (director), Joan Saba, Rich Dallam (socio), Anne Cunningham (directora de diseño interior), Robert Mankin (socio), Ryan Mullenix (socio) y Tim Johnson (socio).

## Reconocimientos
- BusinessWeek/Architectural Record Good Design is Good Business Awards, Alley24/223 Yale, 2008.[89]
- American Institute of Architects (AIA) Institute Honor Awards, Interiors, R. C. Hedreen Company, 2009.[90]
- Interior Design Magazine, Best of Year Award, Dubai Mall Medical Centre, 2010.[91]
- Puget Sound Business Journal, Corporate Champion for the Environment, 2011.[92]
- Royal Institute of British Architects, RIBA Award Winner, Edificio de Ciencias de la Vida de la Universidad de Southampton, 2011.[93]
- American Institute of Architects Academy of Architecture for Health, Healthcare Award, Bellevue Clinic and Surgery Center del Seattle Children's Hospital, 2011.[94]
- American Institute of Architects Academy of Architecture for Health, Healthcare Award, Lunder Building del Hospital General de Massachusetts, 2012.
- IIDA, Healthcare Interiors Award, Bayt Abdullah Children's Hospice, 2012.[95]
- Interior Design Magazine, Best of Year Award, Bill & Melinda Gates Foundation Campus, 2013.[96]
- Healthcare Design Magazine, Firm of the Year Award, 2013.[97]